# Карапетян, Мовсес
Мовсес Карапетян (арм. Մովսես Կարապետյան; род. 2 января 1978, Ереван) — армянский борец греко-римского стиля, бронзовый призёр первенств Европы 1996 и 1997 годов среди юниоров, чемпион и призёр чемпионатов Европы. Выступал в полусредней (до 69 кг) и средней (до 74 кг) весовых категориях. Тренировался под руководством Эдуарда Саакяна. Бронзовый призёр чемпионатов Европы 2000 года в Москве и 2001 года в Стамбуле, победитель чемпионата Европы 2005 года в Варне.